# Benthanoides peruensis
Benthanoides peruensis is een pissebed uit de familie Philosciidae. De wetenschappelijke naam van de soort is voor het eerst geldig gepubliceerd in 1955 door Gruner.